# Helen Stephens
Helen Herring Stephens (Fulton, Misuri; 3 de febrero de 1918-Saint Louis, Misuri; 17 de enero de 1994) fue una atleta estadounidense especialista en carrera de velocidad, que ganó dos medallas de oro en los Juegos Olímpicos de Berlín 1936, en 100 metros y relevos 4 x 100 metros. 
Fue apodada "The Fulton Flash" (El Relámpago de Fulton), en recuerdo de su lugar de nacimiento, y no perdió ni una sola de las más de 100 carreras en que tomó parte. Además de pruebas de velocidad, también llegó a ser campeona de Estados Unidos en lanzamiento de peso y de disco.
Tenía solo 18 años cuando participó en los Juegos Olímpicos de Berlín 1936. Allí ganó la medalla de oro en los 100 metros derrotando a la campeona olímpica de hacía cuatro años, la polaca Stanislawa Walasiewicz. Su tiempo fue de 11,5 que era un nuevo récord mundial, aunque la marca fue anulada debido al excesivo viento favorable. En la prueba de relevos 4 x 100 metros ganó su segunda medalla de oro, ya que las estadounidenses se impusieron por delante de británicas y canadienses. En cambio las alemanas, que hicieron una gran salida y parecían encaminarse a la victoria, fueron descalificadas al caérseles el testigo por una mala entrega. El equipo de Estados Unidos lo formaban por este orden Harriett Bland, Annette Rogers, Betty Robinson y la propia Stephens.
Uno de los episodios más curiosos de estos Juegos ocurrió cuando, tras su victoria, se corrió el rumor de que Stephens era en realidad un hombre. Para acallar estos comentarios, aceptó someterse a una revisión médica, que acabó despejando todas las dudas sobre su condición sexual. También es célebre la anécdota, contada por ella misma, de que el mismísimo Adolfo Hitler, tras invitarla al palco para felicitarla por su victoria, trató de intimar con ella y que incluso le propuso una cita, aunque ella rehusó. Ante esta situación, el dictador nazi manifestó su descontento: «esta mujer no pasaría un test de sexualidad». Paradójicamente en segundo lugar llegó Stella Walsh, con su particular y polémica historia sobre este tema.
Poco después de los Juegos se retiró definitivamente del atletismo. Luego se hizo jugadora profesional de baloncesto y softball. Entre 1938 y 1952, fue propietaria y mánager de un equipo semiprofesional de baloncesto.
Durante la Segunda Guerra Mundial sirvió en el Cuerpo de Marines.
En los años 1980 retornó a las pistas de atletismo para participar en eventos dedicados a las personas mayores, y siguió manteniendo su imbatibilidad.
Falleció a los 75 años de edad tras un infarto agudo de miocardio. Fue sepultada en el Callaway Memorial Gardens and Mausoleum en su natal Fulton.